# Hong Kong en los Juegos Paralímpicos de Heidelberg 1972
Hong Kong estuvo representado en los Juegos Paralímpicos de Heidelberg 1972 por diez deportistas masculinos.

## Medallistas
El equipo paralímpico hongkonés obtuvo las siguientes medallas:
| Nombre     | Deporte       | Evento                 |
| ---------- | ------------- | ---------------------- |
| Oro        |               |                        |
| —          |               |                        |
| Plata      |               |                        |
| Leslie Lam | Tenis de mesa | Individual 2 masculino |
| Bronce     |               |                        |
| Equipo     | Tenis de mesa | Equipo 2 masculino     |